# Mark St. John
Mark St. John, egentligen Mark Norton, född 7 februari 1956 i Hollywood, Los Angeles, Kalifornien, död 5 april 2007 i New York, var en amerikansk gitarrist, mest känd som sologitarrist i rockgruppen KISS under en kort period i mitten av 1980-talet.

## Biografi
St. John var kortvarig medlem i KISS, från maj till den 7 december 1984. Han medverkade på albumet Animalize (utgivet den 13 september 1984), men tvingades lämna gruppen på grund av Reiters syndrom, en form av ledinflammation som angrep St. Johns armar och händer. Bruce Kulick, som redan fanns i kulisserna, blev St. Johns efterträdare och var också den som gjorde de flesta spelningarna på Animalize-turnén.
St. John bildade därefter gruppen White Tiger tillsammans med sin bror Michael Norton som släppte ett självbetitlat album 1986. Även ett andra album Raw släpptes 1988.
Efter att White Tiger bröt upp 1988 började St. John i The Keep som innehöll ingen mindre än KISS-trummisen Peter Criss. Detta band hann bara släppa en demo innan de slutade.

### Död
På morgonen den 5 april 2007 avled St. John hastigt efter en hjärnblödning, vilket gör honom till andra ex-medlemmen i Kiss att avlida. Den första var Eric Carr, som fortfarande var medlem i bandet när han gick bort. Enligt vänner hade St. John lidit av allvarliga skallskador efter en kort tid i fängelse året innan.

## Diskografi
KISS
- Animalize – (1984)

White Tiger
- White Tiger – (1986)
- Raw – (1998)

Soloprojekt
- Mark St. John Project – (1999)
- Magic Bullet Theory – (2003)